# Ницца (округ)
Ницца (фр. Niсе) — округ (фр. Arrondissement) во Франции, один из округов департамента Приморские Альпы в регионе Прованс-Альпы-Лазурный берег. Супрефектура — Ницца.
Население округа на 2006 год составляло 521 254 человек. Плотность населения — 170 чел./км². Площадь округа составляет всего 3067 км². Занимает территорию бывшего графства Ницца.

## История
Округ Ницца примерно эквивалентен древнему графству Ницца, исторической области, принадлежавшей сначала герцогству Савойскому, а затем королевству Пьемонт-Сардиния. Завоеванное в 1792 году армиями Первой Французской республики, графство Ницца продолжало оставаться частью Франции до 1814 года; но после этой даты оно вернулось к королевству Пьемонт-Сардиния. После подписания Туринского мирного договора в 1860 году между королем Сардинии и Наполеоном III в результате Пломбьерского соглашения графство Ницца было вновь и окончательно передано Франции в качестве территориальной награды за помощь Франции во Второй итальянской войне за независимость против Австрии, в результате которой Ломбардия объединилась с Пьемонт-Сардинией.